# Odysseas Angelis
Odysseas Angelis (griechisch Οδυσσέας Αγγελής; * 3. Februar 1912 in Chalkida, Griechenland; † 22. März 1987 in Athen) war ein griechischer Offizier und Politiker.

## Leben
Angelis trat 1934 in die Armee ein und nahm während des Zweiten Weltkrieges von 1940 bis 1941 an Gefechtshandlungen in Albanien und später zwischen 1943 und 1945 im Mittleren Osten teil. Nach dem Ende des Zweiten Weltkrieges war er an militärischen Maßnahmen gegen die Kommunistische Partei Griechenlands beteiligt.
Nach dem von Oberst Georgios Papadopoulos angeführten Staatsstreich vom 21. April 1967 wurde er Mitglied der bis 1974 regierenden Junta der Obristen (Χούντα των Συνταγματαρχών). Als solcher war er zunächst bis 1968 Chef des Generalstabes der Armee und danach von 1969 bis 1973 Oberkommandierender der Griechischen Streitkräfte.
Nach der Absetzung von König Konstantin II. und der Ausrufung der Republik am 1. Juni 1973 wurde er unter Präsident Papadopoulos Vizepräsident der Republik. Dieses Amt verlor er nach dem Sturz von Papadopoulos durch den Militärputsch vom 23. November 1973.
Nach dem Ende der Militärdiktatur und der Rückkehr einer zivilen Regierung unter Premierminister Konstantinos Karamanlis wurde er 1975 wegen Hochverrats und Anführung des Aufstandes zu einer Freiheitsstrafe von 20 Jahren verurteilt.
Obwohl er 1986 einen Antrag auf Entlassung auf Bewährung hätte stellen können, lehnte er dies ab und hielt an seinem Standpunkt fest, dass er unschuldig verurteilt sei. Einige Monate später fand man ihn erhängt in seiner Zelle im Korydallos-Gefängnis. Eine Untersuchung ergab, dass er Selbstmord begangen hatte.